# Бріджид Бранна
Бріджид Бранна (англ. Brigid Brannagh, нар.. 3 серпня 1972, Сан-Франциско, США) — американська акторка.

## Життя і кар'єра
Бріджид Бранна народилася 1972 року в Сан-Франциско, штат Каліфорнія. Вона дебютувала на екрані в 1988 році у фільмі «Скаути» і в наступні десятиліття регулярно з'являлася на телебаченні і в кіно.
Бранна знялася у ряді телесеріалів, що проіснували недовго. Серед них: «Клан», «Південний Бруклін» і «Там», а також була частиною акторського ансамблю «Справжні кольори» у 1990—1992 роках. Крім того, вона була гостею в багатьох серіалах, таких як «Поліція Нью-Йорка», «Дотик ангела», «Швидка допомога», «Еллі Макбіл», «Усі жінки — відьми», «C. S. I.: Місце злочину», «24 години», «Морська поліція: Спецвідділ», «Мислити як злочинець», «Грімм», «Надприродне» і багатьох інших.
Бріджид Бранна найбільш відома за роллю Памели Моран у телесеріалі «Армійські дружини», де знімалася протягом шести сезонів, з 2007 по 2012 рік. У 2012 році вона знялася в пілоті серіалу Шонди Раймс «Позолочені лілії», який не отримав зелене світло для подальшого виробництва.

## Фільмографія
- 1988 — Скаути / The Wrong Guys
- 1990—1992 — Справжні кольори / True Colors
- 1993 — Обітниця лицарів Дельти / Quest Of The Delta Knights
- 1996 — Клан / Kindred: The Embraced
- 1997—1998 — Південний Бруклін / South Brooklyn
- 2000—2001 — Ангел / Angel
- 2002 — Романтичний злочин / Life Without Dick
- 2005 — Там / Over There
- 2006 — Як покохати сусідку / Falling in Love with the Girl Next Door
- 2007—2012 — Армійські дружини / Army Wives
- 2014 — Медсестра / The Nurse
- 2015 — Я не готовий до Різдва / I'm Not Ready for Christmas
- 2016 — Вони спостерігають за Беккі / They're Watching
- 2016 — Vanished — Left Behind: Next Generation
- 2016—2017 — Анатомія Грей / Grey's Anatomy
- 2017 — На одній хвилі / You Get Me
- 2017—2019 — Втікачі / Runaways